# 盖浇薯条
盖浇薯条（即肉汁奶酪薯条，魁北克法语发音：[put͡sɪn] ⓘ）是加拿大魁北克的特色快餐料理，做法是在炸薯条上加奶酪凝块，然后浇上肉汁或肉卤。其起源于1950年代末的中魁北克区，但其确切起源尚不确定，关于其发明的说法也存在争议。盖浇薯条多年来也被一些人用来嘲讽魁北克社会。此后，盖浇薯条被誉为魁北克文化和魁北克的象征，其日益流行的势头也使得在加拿大其他地区越来越受欢迎。
蒙特利尔、魁北克市、德拉蒙德维尔、多伦多、渥太华、新罕布什尔州和芝加哥每年都会举办与盖浇薯条有关的庆祝活动。盖浇薯条被称为加拿大的国菜，尽管一些批评家认为这种称谓是对魁北克人或魁北克民族认同的文化挪用。一些基于盖浇薯条所制作的变种菜肴亦受到顾客的欢迎，因此某些人士认为盖浇薯条本身已经成为一种新的菜肴类别，如同三明治或团子一样。

## 历史

### 起源

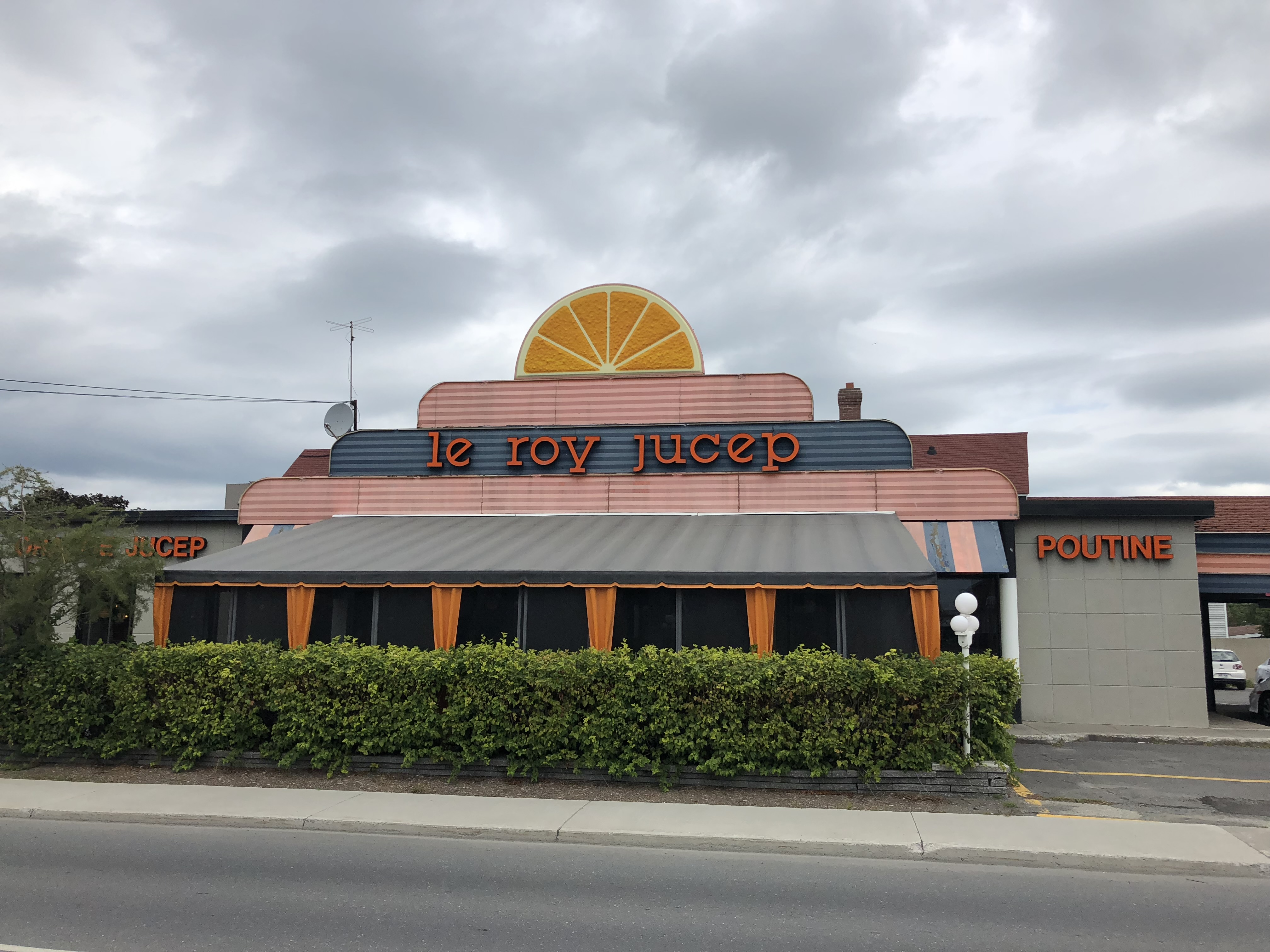
2018年的Le Roy Jucep餐厅

盖浇薯条于1950年代末在中魁北克区发明:12–31。该地区有几家餐厅皆声称为这道菜的发明者，但并未达成共识:12–31。
- 位于沃里克（英语：Warwick, Quebec）的Le Lutin qui rit餐厅：据说在1957年，Le Café Idéal（即后来的Le Lutin qui rit[6]）餐厅的老板费尔南·拉尚斯被一位常客要求在外卖薯条袋里放一把奶酪凝块时惊呼道“这会弄得一团糟”[註 1][7][8][9][10]。“盖浇薯条”这道菜随后出现在该餐厅1957年的菜单上[11]。拉尚斯将其放在盘子中上桌，并从1962年开始加入热肉汁保温[10][4]。
- 位于德拉蒙德维尔的Le Roy Juce的汽车餐厅：该餐厅供应炸薯条配肉汁，也可选择加奶酪凝块[4]。餐厅老板让·保罗·罗伊自1958年开始供应这一组合的炸薯条，并于1964年将其添加到菜单中，名称为[4][6]。后来觉得名字太长，便将其改为poutine，以纪念一位绰号为“Ti-Pout”的厨师及“pudding”的俚语[註 2][4][5][11]。该餐厅展示了由加拿大知识产权局（英语：Canadian Intellectual Property Office）颁发的著作权登记证书，其中暗示是罗伊发明了盖浇薯条[11]。
- 位于普林斯维尔（英语：Princeville, Quebec）的La Petite Vache餐厅：顾客会将奶酪凝块和薯条混合在一起，这种组合后来被添加到菜单中。其中一种选择包括被称为“Mixte”的肉汁[4]。

据加拿大食品研究人员西尔万·沙勒博瓦称，虽然沃里克是盖浇薯条的发源地，但德拉蒙德维尔的让·保罗·罗伊才是真正的发明者，因为Le Roy Jucep餐厅在1964年首次出售了由三种食材混合而成的盖浇薯条。《牛津奶酪指南》则持不同观点，指出发明者不是厨师，而是选择在薯条中添加奶酪凝块的顾客。

### 发展
盖浇薯条通常在魁北克的小餐馆（在魁北克俗称或）、酒吧、路边薯条车（俗称，字面意思是“土豆棚”）和冰球场馆中食用。数十年来，由于切达奶酪凝块的保鲜期很短，盖浇薯条一直是魁北克奶制品产区的乡村小吃。1969年，盖浇薯条通过阿什顿·勒布朗德的美食车被带到魁北克市，此后发展成为阿什顿快餐连锁店）。1970年代初，La Banquise开始在蒙特利尔供应盖浇薯条，之后在1983年另一连锁品牌汉堡王也开始供应盖浇薯条。而后，随着其他餐厅开始使用劣质奶酪，盖浇薯条的声誉开始下降，在很大程度上被认为是一种粗俗的边远地区的创意或不健康的垃圾食品，适合在晚上喝酒后食用。
蒙特利尔的厨师通常会制作盖浇薯条来招待员工，但不敢将其放在菜单上。1990年代，人们尝试用烤土豆和鸭肉原汁来提升其口味。2001年11月，Au Pied de Cochon小酒馆的马丁·皮卡德开始供应鹅肝酱盖浇薯条，受到了顾客和美食评论家的一致好评。此举对多伦多和温哥华的厨师造成影响，他们也将盖浇薯条加入其菜单。主厨马克·麦克尤恩在他的Bymark餐厅供应龙虾盖浇薯条，另外主厨杰米·肯尼迪在他的同名餐厅供应红烧牛肉盖浇奶酪薯条。在之后的十年内，盖浇薯条从高级料理到快餐不同类型的餐厅中都得到了认可和欢迎，并传遍了加拿大乃至海外。2010年代初，盖浇薯条开始变得极为流行，多伦多等城市的盖浇薯条店数量激增，引发了有关盖浇薯条与浪漫联系的传说，以及IBM沃森认知烹饪盖浇薯条活动等活动。在该活动中，计算机根据多伦多和蒙特利尔的人口统计数据生成了独特的盖浇薯条食谱。

### 词源
《魁北克法语历史词典》（Dictionnaire historique du français québécois）列出了在魁北克法语和阿卡迪亚法语中的15种含义，其中大多数是指某种食物；poutine一词在英语中意为“配奶酪和肉汁的薯条”，可以追溯到1982年。该词的其他含义至少自1810年即开始使用。
根据韦氏词典，一种流行的词源学解释是poutine源自魁北克俚语，意为“混乱”，而另一些人则认为它源于英语单词pudding。poutine一词的确切来源尚不确定。
《历史词典》（Dictionnaire historique）提到，poutine一词可能只是pudding一词的法语化。然而，该词典认为，poutine更有可能源自法国各地使用的语言，其部分含义则源于后来发音相似的英语单词pudding的影响。词典列举了普罗旺斯语中poutingo（意为“糟糕的炖菜”）和poutité（意为“大杂烩”）或“压碎的水果或食物”；朗格多克方言中poutringo（意为“各种东西的混合物”）；以及弗朗什-孔泰语中poutringue或potringa（意为“糟糕的炖菜”），这些词可能与poutine有关。poutine的含义是“奶酪和肉汁炸薯条”，这被认为可能与pudding无关，前提是后者的观点是正确的。

## 制作
一份传统的盖浇薯条由以下食材组成：

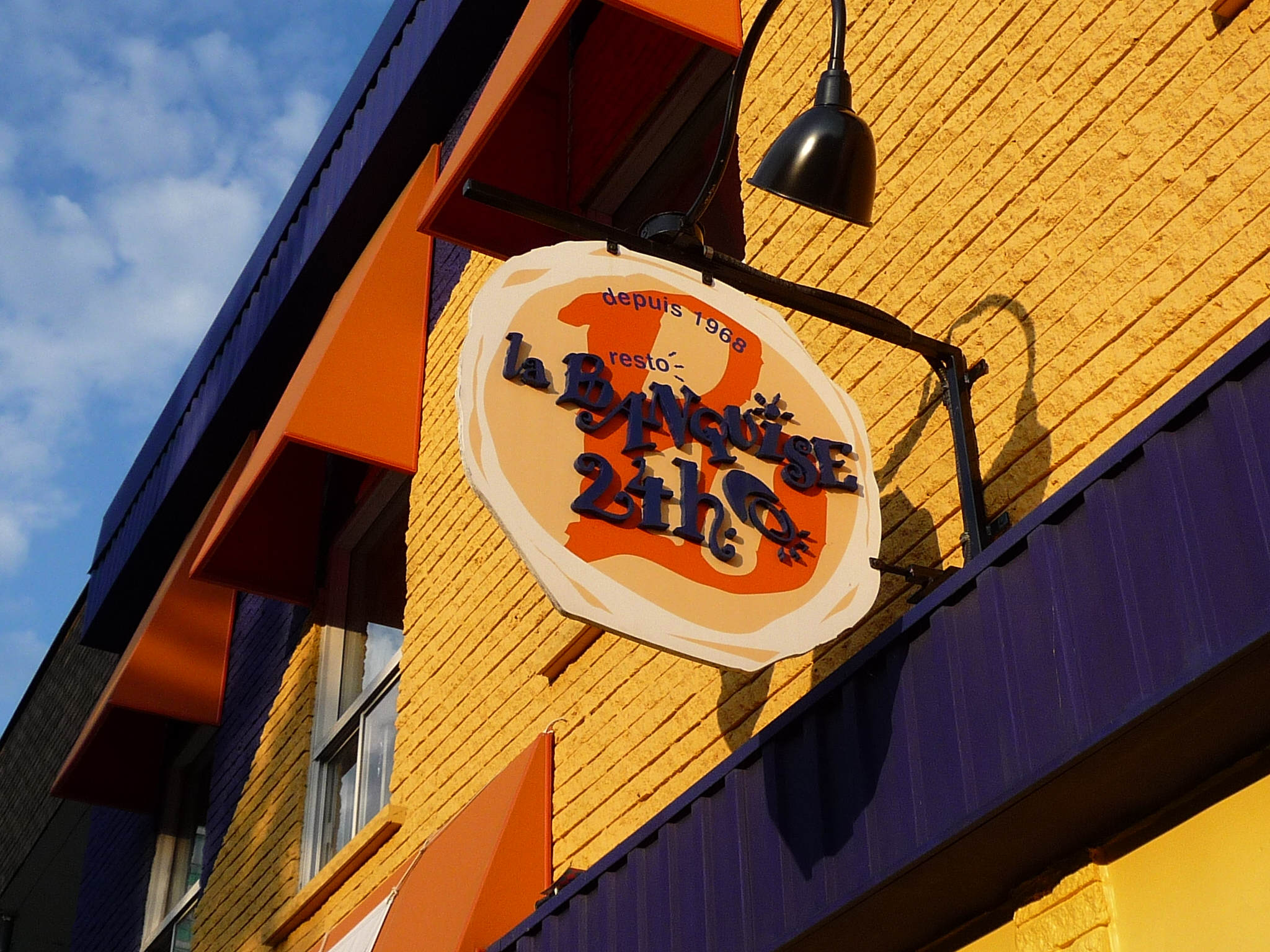
La Banquise是蒙特利尔的一家盖浇薯条店，供应三十多种盖浇薯条。

- 炸薯条：通常选取厚度适中的薯条炸制（有时两次），内部保持柔软，外部酥脆[25]。
- 奶酪凝块：加入奶酪凝块以获得理想的口感。奶酪凝块的大小和用量各不相同[26]。
- 棕色肉汁：通常采用一种清淡稀薄的牛肉或鸡肉肉汁[25][6]，略带咸味和胡椒味[15]；或采用一种由鸡肉和牛肉汤混合而成的棕色酱汁（sauce brune）[13][25][8]。

为了保持薯条的口感，奶酪凝块和肉汁通常在出炉前立即加入。热肉汁通常浇在室温的奶酪凝块上，旨在让奶酪凝块被加热而不会完全融化。稀薄的肉汁可以让所有薯条都裹上肉汁。餐盘通常有一定的深度，可以作为盛放薯条的盘子，让薯条保持热度:195。为了更好的享用盖浇薯条，需要控制温度、时间和添加食材的顺序，以获得合适的食物口感。
奶酪凝块的新鲜度和多汁性与盖浇薯条的口感亦有关联。随着时间的推移，空气和水分会从奶酪凝块中渗出，改变其酸度。这会导致蛋白质失去弹性，奶酪凝块也会失去其复杂的质地和咀嚼时特有的吱吱声。奶酪凝块的保存时间不能超过一天，因此需要靠近乳品厂。蒙特利尔距离米拉贝尔的一家奶酪厂有60（37英里），但乳品产区以外的餐馆和奶酪店可能无法售出足够的凝块来证明每日配送费用的合理性。此外，加拿大的食品安全规范要求凝块在24小时内冷藏，这会抑制其质地的特性。这导致出现了专门制作该菜的盖浇薯条店（poutinerie），繁忙的盖浇薯条店每天可能会用掉100（220磅）的凝块。距离奶制品厂较远的盖浇薯条店可能会在现场制作自己的奶酪凝块，每隔几个小时分批制作一次，以确保新鲜和稳定的供应。

### 变种

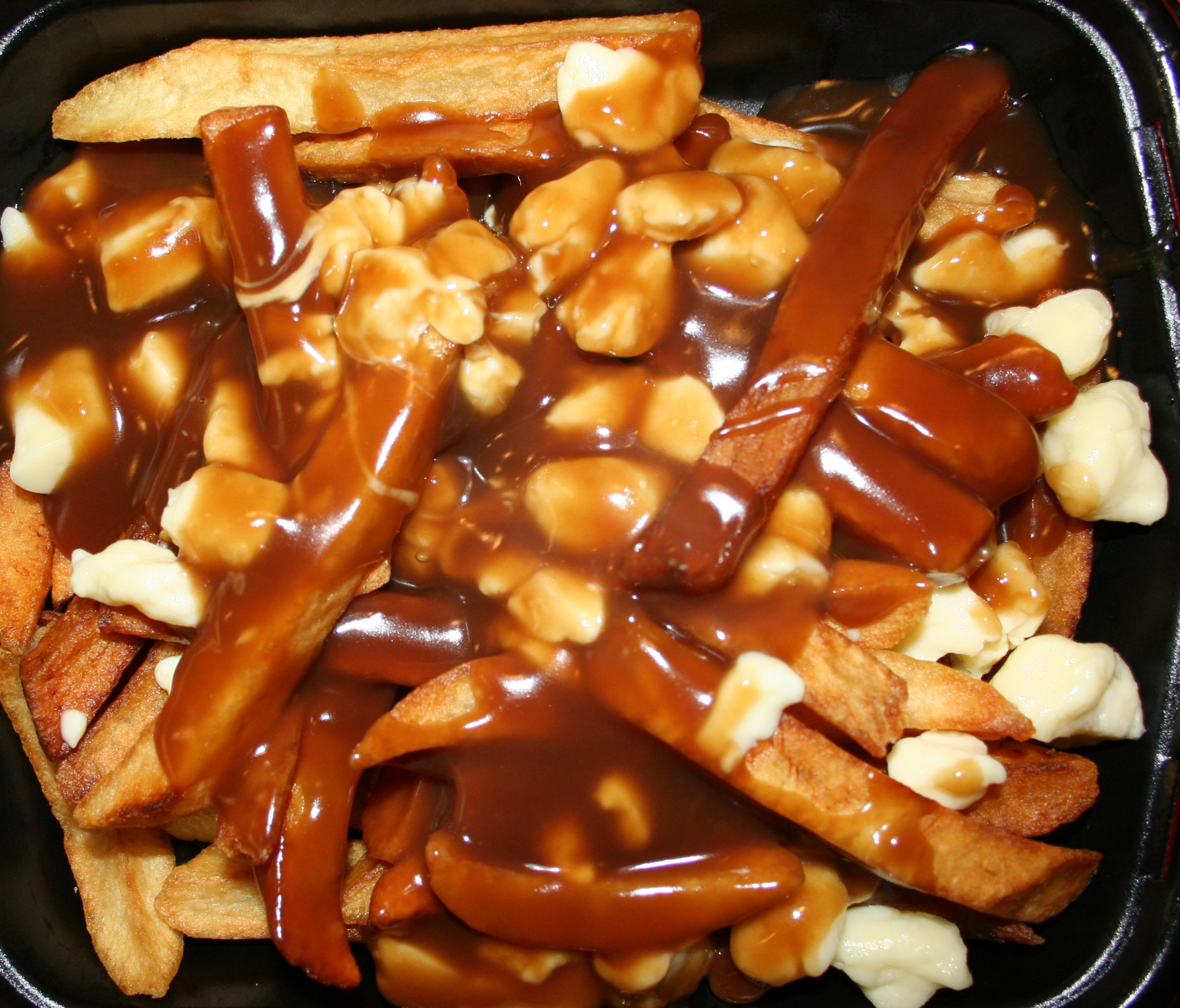
用浓稠的牛肉汁、炸土豆和新鲜的奶酪凝块制成的盖浇薯条是魁北克以外常见的一种风味。

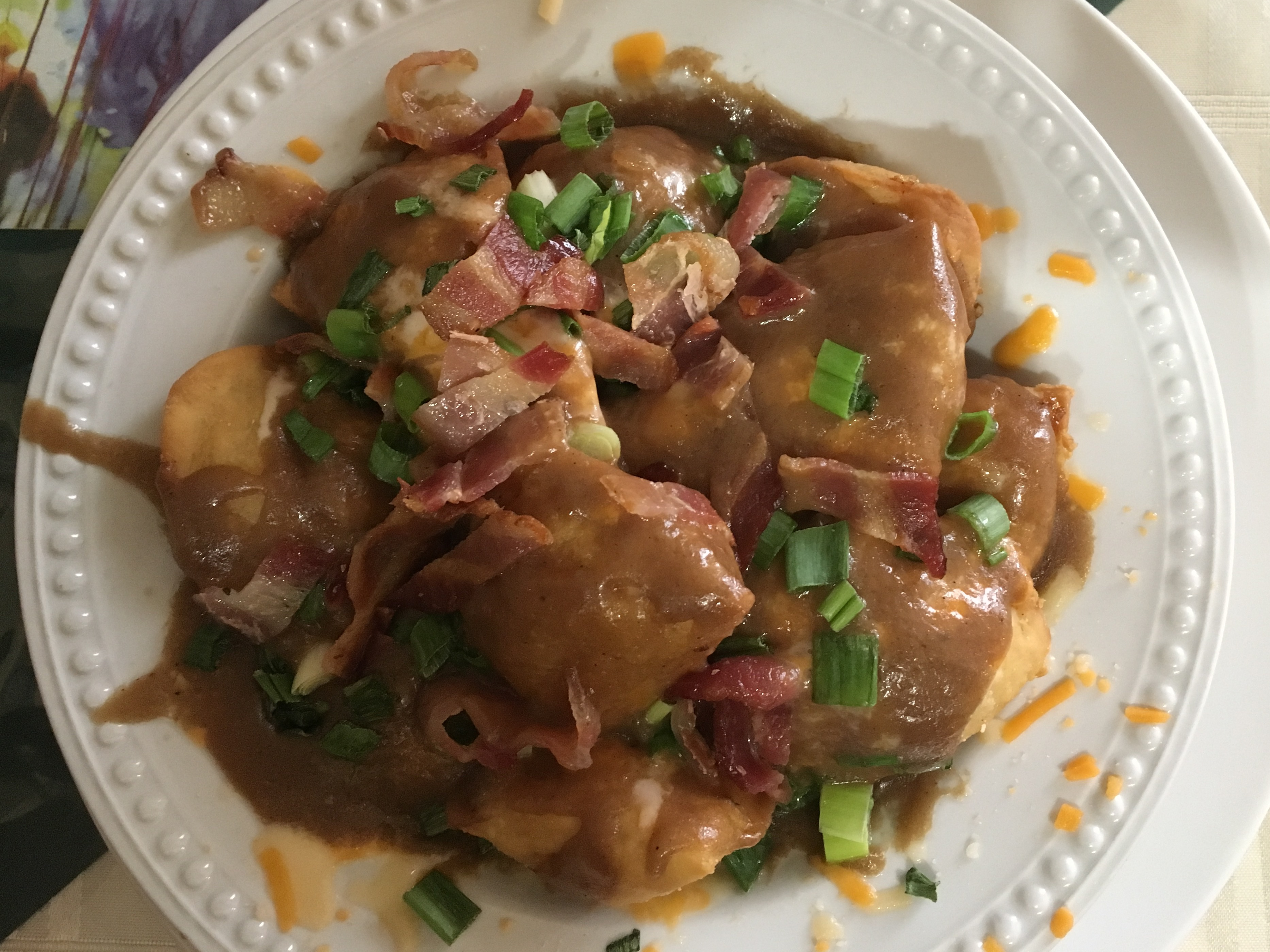
波兰风味盖浇薯条，以波兰饺子代替炸薯条

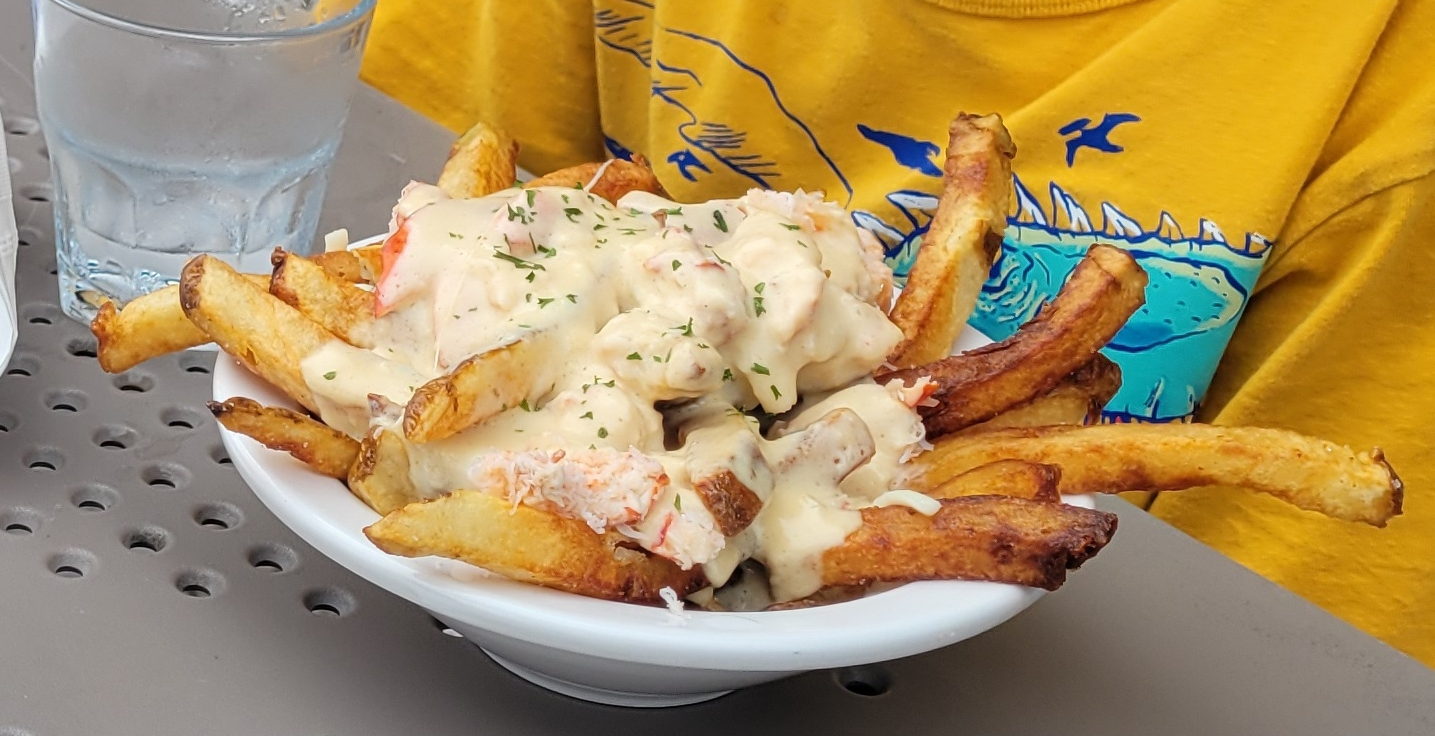
新斯科舍省的龙虾盖浇薯条

盖浇薯条的食材质地、温度和粘度各不相同，并会随着食用而不断变化，使其成为一道充满动态对比的菜肴。为了强化对比，优质的盖浇薯条以酥脆的薯条、新鲜的奶酪凝块和均匀的肉汁为特色。即使是食材或制作方法上的细微变化，如煎炸所用的油、凝块的来源或肉汁中的香料，也会带来截然不同的肉汁奶酪薯条食用体验。
有些食谱会省略奶酪凝块，但大多数魁北克人会把这一改良后的菜称为“肉汁炸薯条”（frite sauce），而不是盖浇薯条。在没有奶酪凝块的情况下，马苏里拉奶酪可作为替代品。萨斯喀彻温省通常使用碎马苏里拉奶酪。红薯可作为炸薯条的更健康替代品，其含有大量的膳食纤维和维生素。
蒙特利尔的La Banquise等盖浇薯条店对盖浇薯条的创新和推广功不可没，菜单上就有几十种不同的盖浇薯条。大部分盖浇薯条以传统配方为基础，添加肉类配料，如香肠、鸡肉、培根、牛腩或蒙特利尔式烟熏肉，并根据口味调整肉汁的平衡。总部位于魁北克市的连锁餐厅阿什顿以其加入鸡肉和青豆的盖浇薯条和加入碎牛肉的盖浇薯条而闻名。盖浇薯条店通常会推出新的变种。手撕猪肉盖浇薯条在2013年左右很受欢迎，在数年后亚洲融合风味的盖浇薯条也开始流行。
蒙特利尔大量的移民人口导致该菜受到其他菜系的启发，例如海地菜、墨西哥菜、葡萄牙菜、印度菜、日本菜、希腊菜、意大利菜和黎巴嫩菜。这些风格的盖浇薯条可能与传统食谱鲜有相似之处，通常会替换部分或全部食材，但会通过酥脆的元素、奶制品或类似奶制品的元素以及统一的酱汁，保持质地和温度的动态对比。原始食谱的许多变体都很受欢迎，这使得一些人认为盖浇薯条已经成为一种新的菜肴类别，如同三明治、团子、汤和面饼一样。
盖浇薯条店经常会推出限时促销，例如感恩节盖浇薯条配火鸡、填料和蔓越莓酱。为了迎接加拿大大麻合法化，蒙特利尔的Le Gras Dur餐厅推出了一款含有大麻成分的盖浇薯条，其肉汁含有大麻蛋白、大麻籽和大麻油，搭配火鸡卷、野生蘑菇和芝麻菜。
盖浇薯条搭配三椒酱、梅格茲香腸、鹅肝酱或鱼子酱和松露也已随处可见。这股潮流始于1990年代，由蒙特利尔Joe Beef餐厅和Globe餐厅的大卫·麦克米兰开创。摩洛哥哈里萨辣酱、龙虾酱和红酒小牛肉汁等咸味酱汁也被用来搭配手工奶酪和浓郁的食材。
包括Smoke's Poutinerie、New York Fries、麦当劳、温蒂汉堡、A&W、肯德基、汉堡王、Harvey's、Mary Brown's、Arby's和Wahlburgers在内的连锁餐厅，也在魁北克和加拿大其他地区（尽管并不总是在全国范围内）销售盖浇薯条。Tim Hortons于2018年开始销售盖浇薯条。加拿大的快餐组合餐通常可以选择通过添加奶酪凝块和肉汁来“盖浇薯条化”炸薯条，或者用盖浇薯条代替炸薯条配菜。

### 国际化
盖浇薯条常见于美国北部边境地区，包括新英格兰地区、东北部大片地区、太平洋西北地区和上中西部地区。在上述地区出品的盖浇薯条作了进一步的改良，通常会使用新鲜凝块以外的奶酪，而新鲜凝块在美国并不常见。在乡村文化中，什锦薯条还会在顶部铺上煮熟的碎牛肉，被称为汉堡肉汁，尽管这种肉汁不如普通的盖浇薯条受欢迎。在太平洋西北地区，有一种改良版的盖浇薯条，其原汁以当地海鲜熬制的巧達濃湯所代替。
一般以马苏里拉奶酪和棕色肉汁包裹的炸薯条称为迪斯科炸薯条，在1990年代开始在新泽西州流行。1970年代，迪斯科炸薯条因成为从迪斯科俱乐部跳舞过来的深夜食客的最爱而得名。盖浇薯条在新奥尔良亦受欢迎。
盖浇薯条亦传入英国、韩国和俄罗斯，在当地被称为“Raspoutine”。巴黎第一家盖浇薯条店La Maison de la Poutine于2017年开业，并迅速引起了主流媒体和美食家的关注。
另一种类似的菜肴被称为薯条、奶酪和肉汁，由切厚的薯条包裹着切碎的马恩岛切达奶酪，上面浇着浓稠的牛肉汁，在马恩岛很受欢迎。

## 营养
1980年代以来，健康倡导者一直对盖浇薯条持批评态度。2013年的一项针对加拿大餐馆的研究发现，盖浇薯条的钠含量在单餐食品中排名第二（平均1547毫克，最高可达2227毫克），仅次于炒菜。

## 影响

### 文化影响
盖浇薯条作为魁北克的一种文化标志，长期以来一直是魁北克人喜爱的食品，后来才传到加拿大其他地区和美国。在当时，盖浇薯条已经引起了美食评论家和知名烹饪圈的关注，对其垃圾食品地位提出了挑战。美食评论家雅各布·里奇勒在2012年指出，加拿大菜肴与其欧洲根源过于相似，难以被视为原创，只有盖浇薯条除外，他认为这是加拿大最著名的烹饪创意。2014年5月，“poutine”一词被收录到《韦氏词典》中。
2007年，加拿大广播公司公布了一项关于加拿大最伟大发明的在线调查结果，盖浇薯条位列第十。《麦克林》杂志于2017年的“最受欢迎的加拿大标志性食物”调查显示，21%的受访者将盖浇薯条排在第一位，而枫糖则以14%的得票率位居其后。2011年，媒体报道称每年4月11日定为全国盖浇薯条日。

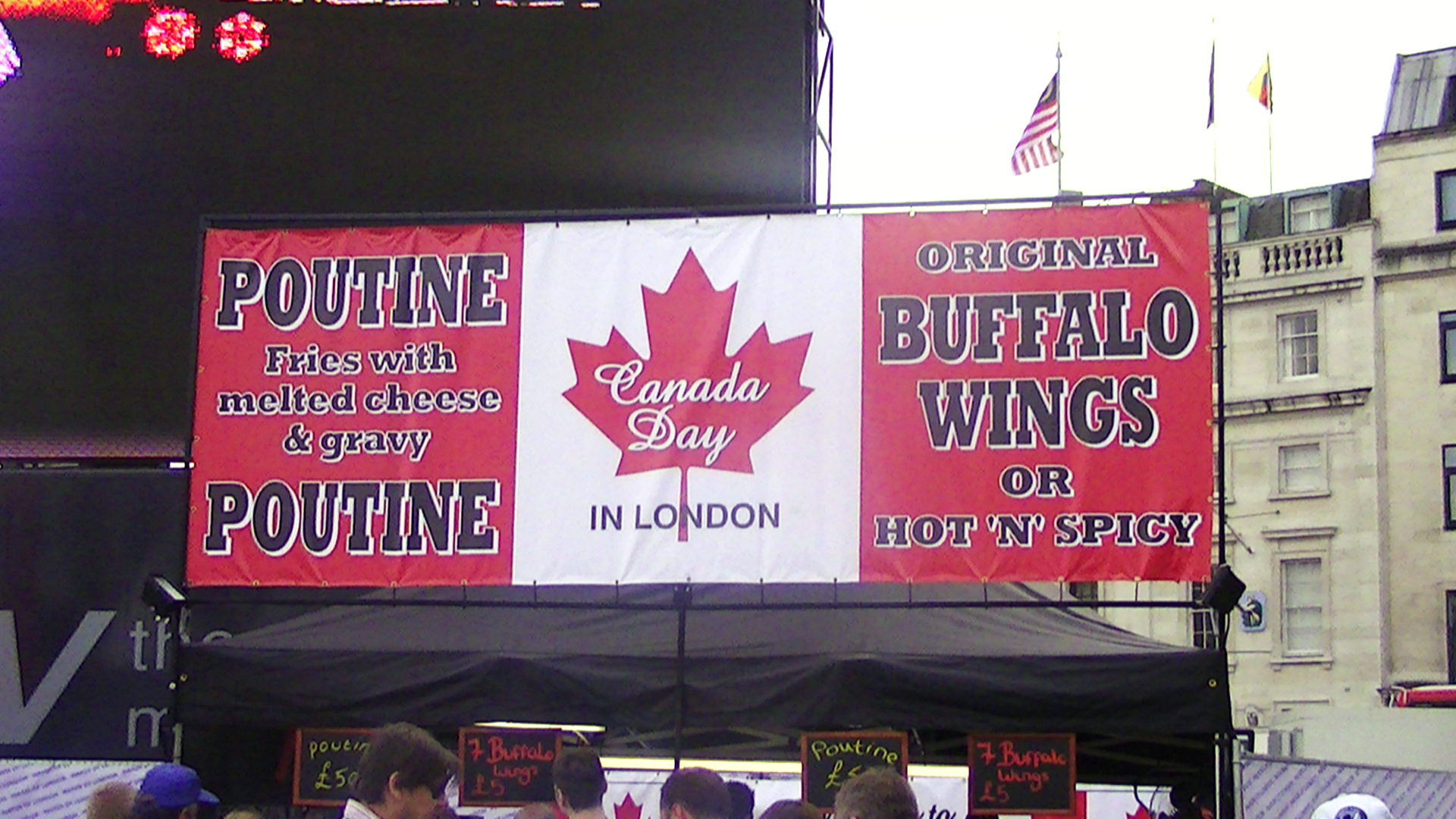
特拉法加广场加拿大日庆祝活动期间，一个盖浇薯条摊位的招牌被设计成加拿大国旗的样式

2016年3月，美国总统贝拉克·奥巴马与加拿大总理贾斯汀·特鲁多共同出席在白宫举行的首次国宴，盖浇薯条列入该次国宴菜单。多年来，盖浇薯条一直是英国伦敦特拉法加广场加拿大日庆祝活动的一大亮点，并在2013年梅岡蒂克湖火車事故后，成为当地社区的疗愈美食。在首届加拿大喜剧奖颁奖典礼上，也有盖浇薯条被端上桌。
首届盖浇薯条节于1993年在魁北克省沃里克举行，此后逐渐发展成为加拿大最大的奶酪节。2014年，活动移至更大的城镇维多利亚维尔举行。自2013年以来，蒙特利尔每年2月1日至7日举办集节日、美食之旅和比赛于一体的盖浇薯条周（La Poutine Week）。该活动影响力遍及加拿大和国际，至2021年已成为世界上最大的盖浇薯条节，有700多家餐厅供应超过35万份盖浇薯条。盛大盖浇薯条节（Le Grand Poutinefest）成立于2015年，在魁北克的各个城镇巡回举办，覆盖四月到九月的大部分周末。德拉蒙德维尔（自2008年起）、渥太华-加蒂诺、多伦多、卡尔加里、温哥华、蒙克顿、魁北克市和舍布鲁克亦有举办盖浇薯条节。在美国，伊利诺伊州芝加哥、新罕布什尔州曼彻斯特、田纳西州诺克斯维尔和罗德岛均有举办大型盖浇薯条节。

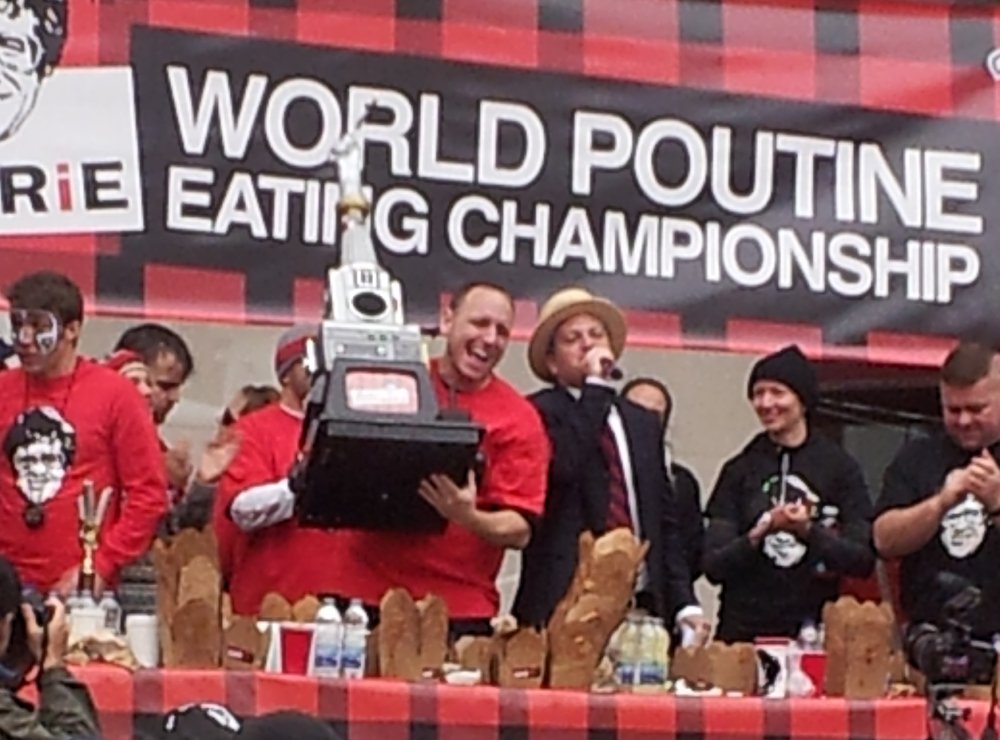
乔伊·切斯特纳特在多伦多举行的2012年世界盖浇薯条大赛上捧得奖杯。

自2010年以来，竞食联合会每年都会举办由多伦多连锁餐厅Smoke's Poutinerie赞助的世界盖浇薯条大赛。部分人士批评首届比赛在魁北克省以外举行，将魁北克人排除在外。竞食联合会表示，蒙特利尔的盖浇薯条店并未表示出任何举办比赛的兴趣。魁北克的比赛规则使其难以纳入参赛，因为魁北克省通常不参加全国性的比赛。此后，Smoke's赞助了横跨加拿大的盖浇薯条巡回赛。2011年，主厨查克·休斯在《美国铁人料理》第九季第二集中凭借一盘龙虾盖浇薯条击败鲍比·弗莱，夺得冠军。
原为加拿大成立，现总部位于美国的公司琼斯苏打于2013年推出了一款盖浇薯条口味的限量版软饮料，受到了国际流行文化的关注。培根盖浇薯条是2014年乐事加拿大“Do Us A Flavour”薯片大赛四种入围决赛的口味之一。尽管没有获奖，乐事后来在其加拿大参赛作品中增加了培根盖浇薯条，以参加“世界之最”大赛。Loblaws的President's Choice亦有盖浇薯条口味的薯片销售。新西兰的Giapos冰淇淋自2017年以来一直供应一种“盖浇薯条冰淇淋”，由乌龙抹茶、冰淇淋和焦糖酱淋在手工薯条上。在2018年电影《摘金奇缘》的宣传活动中，制作出了“世界上最浓郁的盖浇薯条”，其中加入了和牛排、龙虾、松露、香菇和鸡油菌、可食用兰花和金箔，售价略低于450美元。
2018-19赛季国家冰球联盟冠军球队圣路易斯蓝调队的乔尔·埃德蒙森在家乡曼尼托巴省布兰登举行的斯坦利杯庆祝活动中食用了杯中的盖浇薯条，超过4,000名球迷参加了此次庆祝活动。来自魁北克省尚布利的马蒂厄·约瑟夫曾于2020年和2021年随坦帕湾闪电队夺得斯坦利杯冠军，他在2021年的杯赛庆祝活动中也食用了杯中的肉汁奶酪薯条。

### 社会地位与文化挪用
自1950年代起源于魁北克农村以来，盖浇薯条的社会地位发生了巨大变化。长期以来，这道菜一直被嘲笑为烹饪发明，并被非魁北克人用作对魁北克社会进行污名化的手段，以降低其合法性:74–109。虽然第一代遭受盖浇薯条污名化的人选择与这道菜划清界限，但魁北克的年轻人开始将盖浇薯条重新作为魁北克人文化自豪感的象征:74–109。如今，魁北克、加拿大其他地区、以及美国的许多年度盖浇薯条节都会用盖浇薯条庆祝。
夏尔-亚历山大·泰奥雷在《Maudite Poutine!》一书中，首次研究了与盖浇薯条相关的不同符号的演变。2007年11月11日，泰奥雷在接受媒体采访时，重新探讨了这些耻辱。
21世纪初，随着盖浇薯条的流行度超越了魁北克省界，这道菜逐渐不再被嘲笑，最终被引入大众视野，成为加拿大身份的象征。如今，这道菜经常被视为加拿大美食的一部分，甚至是加拿大的国菜。尼古拉斯·法比安-韦莱特在同行评议期刊《CuiZine》上表示，盖浇薯条的“加拿大化”构成了文化挪用。这种挪用与其在魁北克省以外的制作或食用无关，而严格来说是将其作为一道加拿大菜而不是魁北克菜来呈现。法比安-韦莱特解释道：
一旦魁北克的文化特质开始在国际上受到认可，它就会被认定为典型的加拿大文化，从而阻碍魁北克文化的光采，并沦为吸收和同化过程的一部分。所有这些都与卡津菜在美国语境下显得与众不同的原因相似。

### 政治影响
在2000年美国总统选举期间，加拿大模拟电视新闻节目《此刻有22分钟》的“与美国人对话”环节中，喜剧演员里克·默瑟假扮记者，询问美国政界人士对“让·普丁（Jean Poutine）总理”及其支持乔治·沃克·布什出任总统的看法。所有受访者都没有注意到“Poutine”的插入，布什承诺将与普丁先生“密切合作”。几年后，布什以总统身份首次正式访问加拿大时，在一次演讲中开玩笑说：“有一位杰出的公民在2000年大选中支持了我，我想有机会最终感谢他……我希望与让·普丁会面。”此番言论引来了阵阵笑声和掌声。

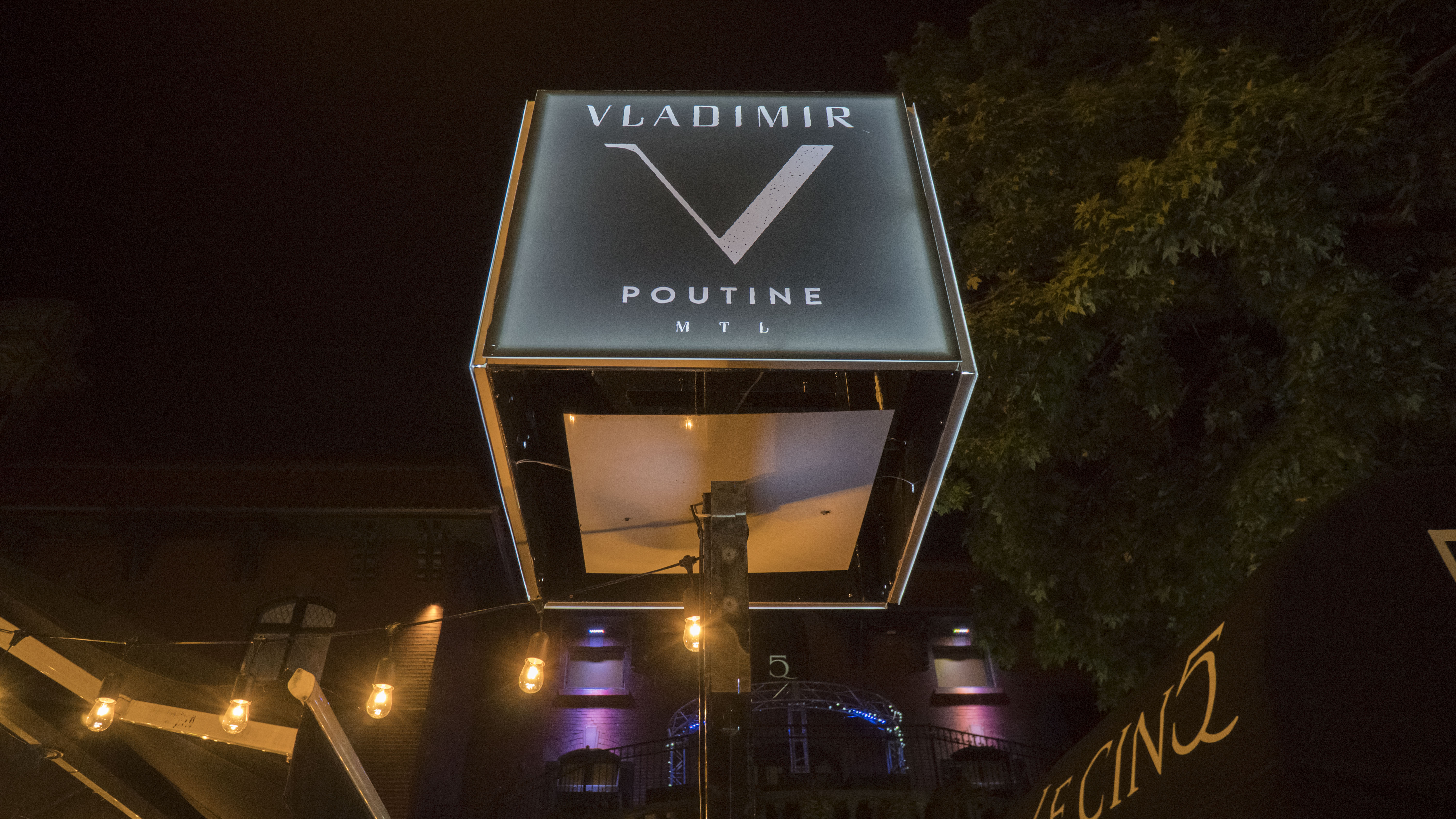
一個以普京名字開玩笑的例子

在法语中，俄罗斯总统弗拉基米尔·普京的姓氏拼写为“Poutine”，两者发音相同。这一相似性曾引起混淆：在评论《与美国人对话》中针对布什的恶作剧时，《华盛顿邮报》专栏作家阿尔·卡门误以为默瑟虚构的让·普丁指的是普京。2017年，俄罗斯主题的“Vladimir Poutine”盖浇薯条餐厅在蒙特利尔开业，其菜肴以拉斯普京和唐纳德·特朗普等政治人物的名字命名。2022年俄罗斯入侵乌克兰后的一周内，巴黎的三家“普京之家”（Maison de la Poutine）餐厅频频收到侮辱和威胁，一些餐厅声称他们为俄罗斯政府工作。里昂的另一家盖浇薯条餐厅将其20年来的招牌菜“Vladimir poutine”更名，称其“不再好笑”。在魁北克，Le Roy Jucep 餐厅宣布将不再使用“poutine”一词，以支持乌克兰，并在菜单和品牌上恢复使用“fromage-patate-sauce”。
2011年加拿大联邦大选期间，一些选民报告称收到了自称来自加拿大选举局的自动拨号电话，该电话来自一个以“皮埃尔·普丁”（Pierre Poutine）为名注册的电话号码，专门针对此前曾表示不会投票给保守党的选民。这些电话均在选举日或前一天呼出，谎称选民的投票站已被更改，试图阻止他们投票。该指控被称为自动拨号电话丑闻，加拿大皇家骑警随后展开调查，导致保守党初级职员迈克尔·索纳因违反《选举法》而被定罪。
2017年6月16日，比利时首相夏尔·米歇尔与加拿大总理贾斯汀·特鲁多共进午餐，期间两人享用了热狗和盖浇薯条。米歇尔后来在推特上表示，这“是与亲爱的朋友见面的好方式，尽管我们的薯条更美味”，以此暗示“薯条最初发明于比利时”这一流行说法。2019年，加拿大试图通过向联合国外交官提供盖浇薯条，为其在次年联合国安理会非常任理事国席位竞选争取支持。